# Aethalura simpliciaria
Aethalura simpliciaria là một loài bướm đêm trong họ Geometridae.